# خیابان اصلی (ونکوور)
خیابان اصلی (انگلیسی: Main Street) یک گذرگاه اصلی شمال-جنوب است که ونکوور، بریتیش کلمبیا، کانادا را به دو نیم تقسیم می‌کند. از جاده واترفرانت توسط خلیجک بورارد در شمال، تا خیابان کنت در کنار بازوی شمالی رود فریزر در جنوب امتداد دارد.